# Klaus Kreowski

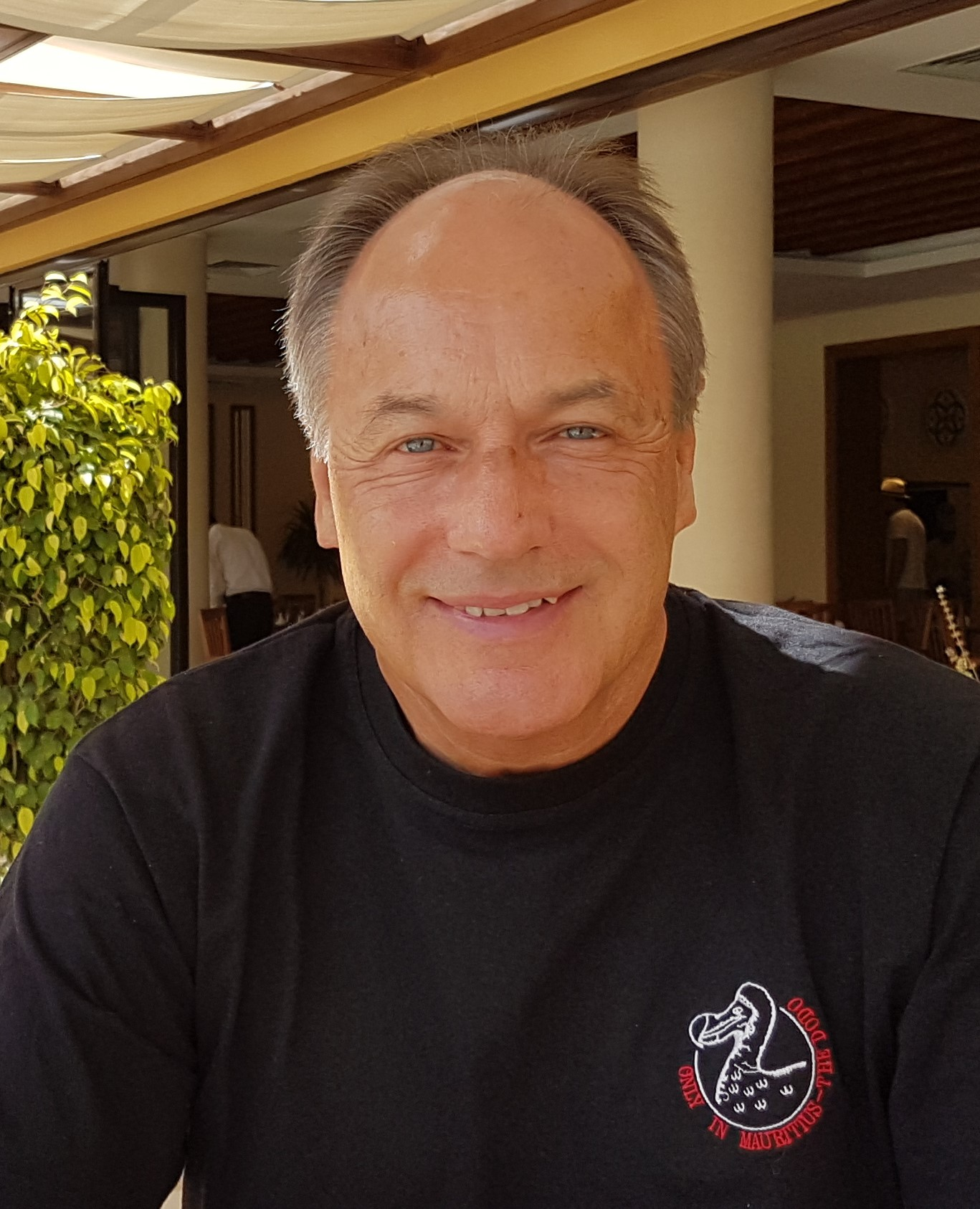
Klaus Kreowski (2019)

Klaus Kreowski (* 2. Februar 1954 in Nordenham, Deutschland) ist ein deutscher Spieleautor. Er entwickelt seit 1990 Familien-, Kinder- und Lernspiele, die teilweise in mehreren Ländern veröffentlicht wurden.

## Biographie
Klaus Kreowski wurde am 2. Februar 1954 in Nordenham geboren.
1960 zog er mit seinen Eltern nach Bremerhaven, dort lebte er bis 1989. Seit 1990 wohnt Klaus Kreowski in Geestland (vormals Langen) im Landkreis Cuxhaven, seit 1996 gemeinsam mit seiner Frau Elke Kreowski. Sie haben 2 Töchter und 2 Enkelkinder.

### Ausbildung
Klaus Kreowski ging in Bremerhaven zur Schule und machte dort am Wirtschaftsgymnasium sein Abitur. 1982–1986 studierte er an der Hochschule Bremen (Fachrichtung Architektur). Das Architekturstudium schloss er 1986 mit dem Hochschulgrad Diplom-Ingenieur ab.

### Berufliche Laufbahn
1987 begann Klaus Kreowski als Diplom-Ingenieur zu arbeiten, zunächst im Bereich Denkmalpflege im Landkreis Cuxhaven.
1991 wechselte er als Teamleiter zur Hochbauabteilung des Hansestadt Bremischen Amtes. Nach der Privatisierung im Jahr 2001 wurde das Amt zur bremenports GmbH. Dort war er Sachgebietsleiter Hochbau und Mitglied des Aufsichtsrats, bis er im Dezember 2019 in den Ruhestand ging.

### Ehrenämter
Seit 2014 ist Klaus Kreowski Geschäftsführer des Technikmuseums „U-Boot Wilhelm Bauer“, das im Museumshafen in Bremerhaven zu besichtigen ist.
Er engagiert sich für das Deutsche Schifffahrtsmuseum Bremerhaven (DSM) und ist im Vorstand des Kuratoriums des DSM.

## Spiele
- Millionenpoker (F.X. Schmid, 1991)
- Die Wackelpuddingjagd (Schmidt Spiele GmbH, 1998)
- Die Glücksritter (Schmidt Spiele GmbH, 1999)
- Die Wilden Fußball Kerle – Alles auf Angriff (Kosmos, 2008)
- Himmel, A... und Zwirn (Ravensburger, 2010)
- Fette Beute – T-Rex World (Die Spiegelburg, 2010)
- Hexenhochhaus (Drei Magier Spiele, 2010)
- Wortspielerei (ProLog, 2010)
- Teufels Kicker (Kosmos, 2011)
- SchuhBidu (HUCH! & friends, 2011)
- Wirbel auf dem Ponyhof (Die Spiegelburg, 2011)
- Biene Maja El Florado (Studio 100, 2012)
- Versteck dich kleine Schnecke (Kosmos, 2013)
- Der Natur auf der Spur (Ravensburger, 2014)
- Der verdrehte Sprachzoo (Ravensburger, 2015)
- Niklas’ Piratenschatz (2016)
- ZomBee (Kosmos, 2017)
- MonsterPups (Ravensburger, 2017)
- Pungi (HUCH! & friends, 2017)
- Die Leseratte (Ravensburger, 2017)
- Sau Mau Mau (Ravensburger, 2018)
- Hexenhochhaus (Neuauflage) (Pegasus Spiele GmbH, 2019)
- Stadt Land Würfelspaß (Kosmos, 2019)
- Big Boom Bang (moses. Verlag GmbH, 2019)
- Pantolino (HUCH!, 2021)
- Allie Gator (Kosmos, 2022)
- Macoco (Drei Hasen in der Abendsonne, 2022)

## Auszeichnungen
- Hexenhochhaus kam auf die Empfehlungsliste 2012 beim Kinderspiel des Jahres
- Deutscher Lernspielpreis 2012 in der Kategorie Prototypen
- Der verdrehte Sprach-Zoo kam auf die Empfehlungsliste 2015 beim Kinderspiel des Jahres
- Himmel, A... und Zwirn erhielt den Kartenspielpreis À la carte der Spielezeitschrift Fairplay